# Estadio Metropolitano de Mérida
Het Estadio Metropolitano de Mérida is een multifunctioneel stadion in Mérida, een stad in Venezuela. Het stadion wordt vooral gebruikt voor voetbalwedstrijden, de voetbalclub Estudiantes de Mérida FC maakt gebruik van dit stadion. In het stadion is plaats voor 42.200 toeschouwers. Het stadion maakt deel uit van een groter sportcomplex, Cinco Águilas Blancas en ligt in het zuiden van de stad Mérida.

## Historie
Het stadion werd geopend op 7 december 2012. Het werd gerenoveerd in 2006 en 2007. Daarna kon het stadion gebruikt worden voor de Copa América 2007. Op dit toernooi werden drie wedstrijden gespeeld in de groepsfase.
| № | Datum        | Wedstrijd           | Uitslag | Toernooi                       | Toeschouwers |
| - | ------------ | ------------------- | ------- | ------------------------------ | ------------ |
| 1 | 26 juni 2007 | Venezuela – Bolivia | 2 – 2   | Copa América 2007 – groepsfase | 40.000       |
| 2 | 3 juli 2007  | Peru – Bolivia      | 2 – 2   | Copa América 2007 – groepsfase | 42.000       |
| 3 | 3 juli 2007  | Venezuela – Uruguay | 0 – 0   | Copa América 2007 – groepsfase | 42.000       |